# Kreodanthus corniculatus
Kreodanthus corniculatus är en orkidéart som först beskrevs av Heinrich Gustav Reichenbach, och fick sitt nu gällande namn av Leslie Andrew Garay. Kreodanthus corniculatus ingår i släktet Kreodanthus och familjen orkidéer.
Artens utbredningsområde är Kuba. Inga underarter finns listade i Catalogue of Life.